# João Palhinha
João Maria Lobo Alves Palhinha Gonçalves (* 9. Juli 1995 in Lissabon) ist ein portugiesischer Fußballspieler. Aktuell steht der Mittelfeldspieler als Leihspieler des FC Bayern München bei Tottenham Hotspur unter Vertrag.

## Karriere

### Vereine

#### Jugend und Wechsel zu Sporting Lissabon
João Palhinha wurde in Lissabon geboren und im Jahr 2012 im Alter von 17 Jahren in die Jugendakademie von Sporting Lissabon aufgenommen. Im Februar 2014 debütierte er für die B-Mannschaft des Vereins in der zweitklassigen Segunda Liga; in 29 Punktspielen trug er zum Klassenerhalt bei. Anschließend sammelte er auf Leihbasis Erstligaerfahrungen mit den Klubs Moreirense FC (Saison 2015/16) und Belenenses Lissabon (Hinrunde der Saison 2016/17). Zur Rückrunde kehrte er zu Sporting Lissabon zurück. Nachdem er in der Saison 2017/18 nur zwei Ligaspiele bestritten hatte, wechselte er erneut auf Leihbasis zu Sporting Braga. Dort gelang ihm in den folgenden zwei Jahren als Stammspieler sein Durchbruch. Zur Saison 2020/21 kehrte er zu Sporting zurück.

#### FC Fulham
Im Juli 2022 verpflichtete der FC Fulham Palhinha zur Premier-League-Saison 2022/23. Seine Vertragslaufzeit betrug fünf Jahre mit der Option auf ein weiteres Jahr.

#### FC Bayern München
Nachdem im Spätsommer 2023 ein Wechsel zum FC Bayern München am letzten Tag der Transferperiode noch gescheitert war, wechselte Palhinha ein Jahr später, für eine Ablösesumme von 51 Mio. Euro, zur Saison 2024/25 zum Bundesligisten.

#### Tottenham Hotspur
Anfang August 2025 wurde Palhinha für die Saison 2025/26 an Tottenham Hotspur, mit anschließender Kaufoption, verliehen.

### Nationalmannschaft
João Palhinha spielte für die portugiesischen Nachwuchsnationalmannschaften der Altersklassen U18, U19 und U20. Mitte März 2021 wurde er von Nationaltrainer Fernando Santos erstmals in den Kader der A-Nationalmannschaft berufen. Sein Debüt folgte am 24. März 2021 im ersten Spiel der WM-Qualifikationsgruppe A beim 1:0-Sieg über die Nationalmannschaft Aserbaidschans.
Bei der Europameisterschaft 2021 gehörte er dem Kader an und kam zu zwei Einsätzen. Seine Mannschaft schied mit der 0:1-Achtelfinalniederlage gegen die Nationalmannschaft Belgiens aus dem Turnier aus. Auch bei der Weltmeisterschaft 2022 (3 Einsätze) und der Europameisterschaft 2024 (4 Einsätze) war Palhinha Teil der portugiesischen Mannschaft, die jeweils das Viertelfinale erreichte.

## Titel

### Vereine
Portugal
- Meister: 2021 (Sporting Lissabon)
- Ligapokalsieger (3): 2020 (Sporting Braga), 2021, 2022 (beide Sporting Lissabon)
- Supercupsieger: 2021 (Sporting Lissabon)

Deutschland
- Meister: 2025 (FC Bayern München)

### Nationalmannschaft
- UEFA-Nations-League-Sieger: 2025